# Хьюитаун
Хьюитаун (англ. Hueytown) — город в округе Джефферсон в американском штате Алабама. По данным переписи населения США 2020 года, численность населения составляла 16 776 человек.

## Население
| 2010   | 2020    |
| ------ | ------- |
| 16 105 | ↗16 776 |